# Ляньху
Ляньху́ (кит. упр. 莲湖, пиньинь Liánhú) — район городского подчинения города субпровинциального значения Сиань провинции Шэньси (КНР). Название района означает «соединённые озёра» и происходит от названия находящегося на территории района городского парка, расположенного на месте бывшего княжеского сада.

## История
В 1370 году основатель империи Мин Чжу Юаньчжан дал своему второму сыну Чжу Шуану титул «Циньского князя» (秦王); в этих местах разместился примыкающий к княжеской резиденции сад.
В 1944 году гоминьдановские власти сделали Сиань городом центрального подчинения, и он был разделён на 12 районов. Во время гражданской войны Сиань в мае 1949 года перешёл в руки коммунистов. В 1954 году в результате административно-территориального переустройства деления Сианя на районы изменилось, и вместо двенадцати их стало девять; из районов № 3 и № 6 был образован район Ляньху. В 1960 году район Ляньху был присоединён к району Афан (阿房区), но в 1962 году создан вновь.

## Административное деление
Район делится на 9 уличных комитетов.